# Alwyn Morris
Alwyn Morris (Montreal, 22 november 1957) is een Canadees kanovaarder.
Morris won tijdens de Olympische Zomerspelen 1984 de bronzen medaille op de K-2 1000 meter en brons in de K-2 500 meter samen met Hugh Fisher.

## Belangrijkste resultaten

### Olympische Zomerspelen
| Editie | Plaats      | Resultaten         |
| ------ | ----------- | ------------------ |
| 1984   | Los Angeles | K-1 1000m K-2 500m |
| 1988   | Seoel       | HF K-2 500m        |

### Wereldkampioenschappen vlakwater
| Jaar | Plaats   | Resultaten |
| ---- | -------- | ---------- |
| 1982 | Belgrado | K-2 1000 m |
| 1983 | Tampere  | K-2 500 m  |

1936: Alfons Dorfner & Adolf Kainz ·
1948: Hans Berglund & Lennart Klingström ·
1952: Yrjö Hietanen & Kurt Wires ·
1956: Meinrad Miltenberger & Michel Scheuer ·
1960: Gert Fredriksson & Sven-Olov Sjödelius ·
1964: Sven-Olov Sjödelius & Gunnar Utterberg ·
1968: Vladimir Morozov & Aleksandr Sjaparenko ·
1972: Nikolai Gorbatsjov & Viktor Kratasjoek ·
1976: Sergej Nagorny & Vladimir Romanovski ·
1980: Vladimir Parfenovitsj & Sergej Tsjoechrai ·
1984: Hugh Fisher & Alwyn Morris ·
1988: Greg Barton & Norman Bellingham ·
1992: Kay Bluhm & Torsten Gutsche ·
1996: Antonio Rossi & Daniele Scarpa ·
2000: Beniamino Bonomi & Antonio Rossi ·
2004: Henrik Nilsson & Markus Oscarsson ·
2008: Martin Hollstein & Andreas Ihle ·
2012: Rudolf Dombi & Roland Kökény ·
2016: Marcus Groß & Max Rendschmidt ·
2020: Thomas Green & Jean van der Westhuyzen